# Educação para a sustentabilidade
Educação para a sustentabilidade é um conceito que integra o processo de educação em 3 pilares que constituem a sustentabilidade: ambiental, social e econômico.
Ela amplia o conteúdo abordado pela educação ambiental e pretende ser um processo educativo para um novo modo de pensar e agir que vise à qualidade de um sistema por tempo indeterminado onde os indivíduos atendam suas necessidade sem comprometer o direito das gerações futuras de atenderem às suas próprias.